# Trip Hawkins
Trip 'William M.' Hawkins III (28 de dezembro de 1953) é um empresário estadunidense do Vale do Silício e fundador da Electronic Arts, e da The 3DO Company. 